# Haras national de l'Isle Briand

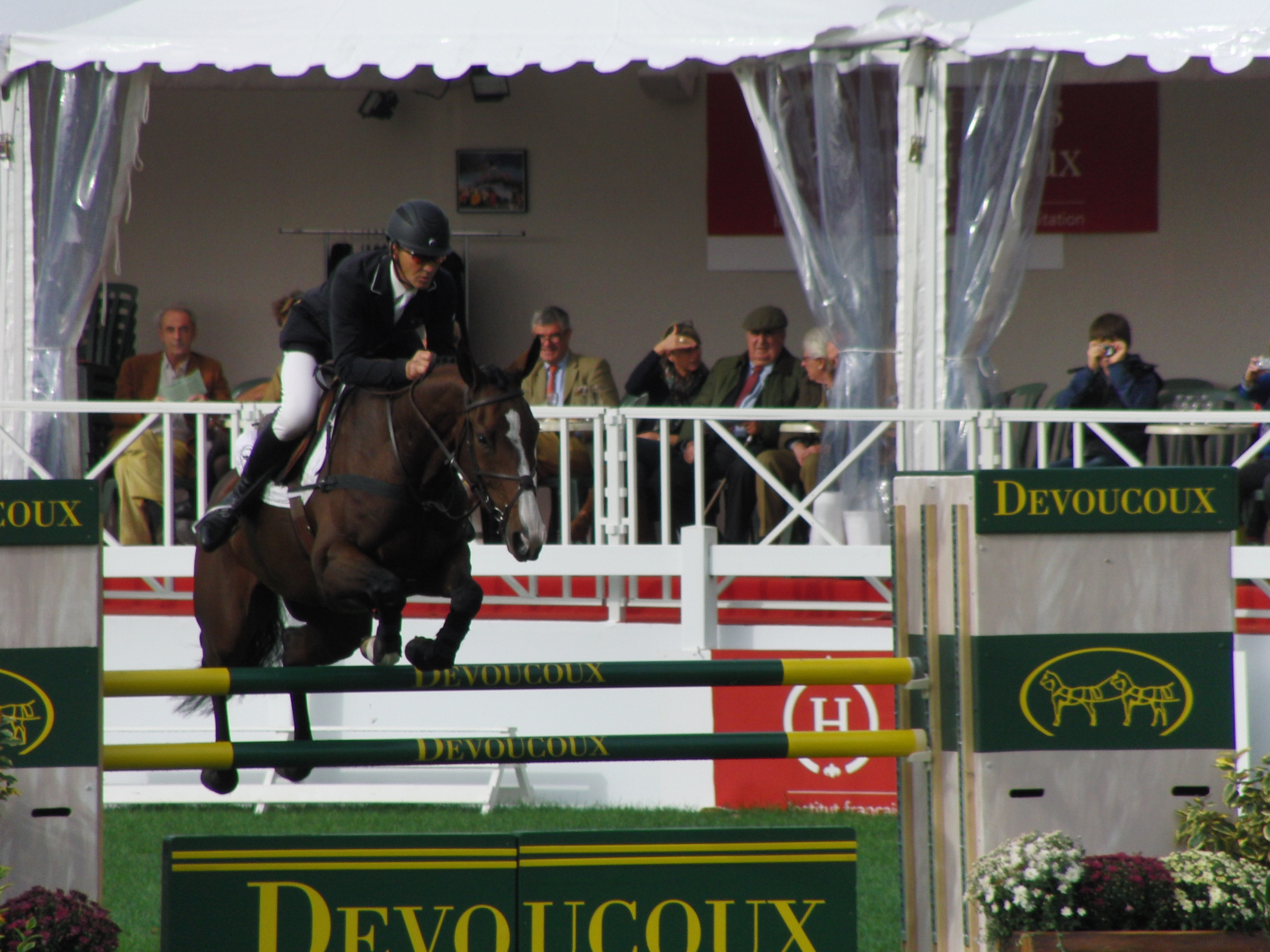
Mondial du Lion 2013

Le haras national de l'Isle Briand était un haras national français, situé sur la commune du Lion-d'Angers (Maine-et-Loire). Propriété du département de Maine-et-Loire, c'est désormais un GIP (Groupement d'Intérêt Public) qui est chargé de la promotion et de la valorisation du Parc départemental de l'Isle Briand.

## Histoire et description
Installé depuis 1797 en plein centre-ville d'Angers (actuelle rue du Haras), le haras déménage dans les années 1970 sur le domaine de l'Isle Briand, une presqu’île située entre la Mayenne et l’Oudon ; il passe ainsi de 2,5 hectares à 160 hectares.
À la suite d'un concours d’architectes lancé en 1974 et remporté par Geoffroy de Crépy, auteur également de l'École nationale d'équitation, le haras se voit doter de bâtiments contemporains abritant des installations équestres modernes.
Chaque année, le parc de l'Isle Briand sert de cadre au Mondial du Lion, compétition comptant pour les Championnats du monde de Concours complet des chevaux de 6 et 7 ans.